# 635 (číslo)
Šest set třicet pět je přirozené číslo. Následuje po čísle šest set třicet čtyři a předchází číslu šest set třicet šest. Římskými číslicemi se zapisuje DCXXXV a řeckými číslicemi χλε.

## Matematika
635 je:
- Deficientní číslo
- Poloprvočíslo
- Šťastné číslo

## Astronomie
- (635) Vundtia je planetka hlavního pásu, kterou objevil v roce 1907 Karl Lohnert

## Roky
- 635
- 635 př. n. l.